# Dactylolabis luteipyga
Dactylolabis luteipyga är en tvåvingeart som beskrevs av Alexander 1955. Dactylolabis luteipyga ingår i släktet Dactylolabis och familjen småharkrankar. Inga underarter finns listade i Catalogue of Life.